# Hermodr

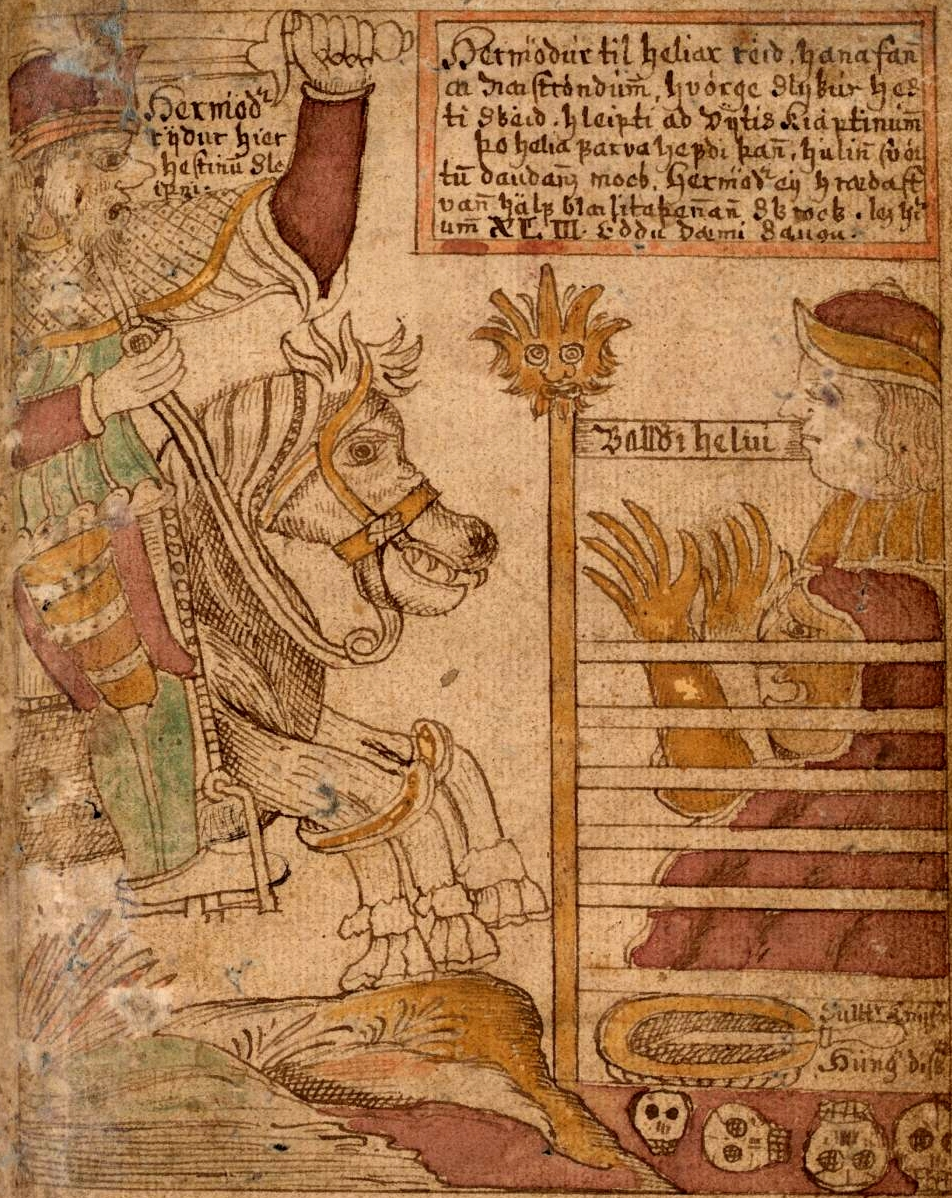
Hermodr reitet auf Sleipnir zur Totengöttin Hel, um über die Freilassung seines toten Bruders Balder zu verhandeln. Aus einer isländischen Handschrift des 18. Jhs.

Hermodr (altnordisch: Hermóðr „Heermut“), auch Hermod, ist in der nordischen Mythologie ein Gott von geringerer Bedeutung.
Er ist der Sohn Odins und seine Brüder sind Balder und Hödur. Nachdem letzterer den Balder durch eine List Lokis getötet hatte, bekommt Hermodr von Odin den Auftrag, den toten Balder aus der Totenwelt zurückzuholen. Hierzu erhält er Odins Pferd Sleipnir. Mit der Totengöttin Hel verhandelt Hermóðr über die Entlassung seines Bruders Balder aus dem Totenreich, was aber wiederum durch eine List Lokis verhindert wird.
Neun Tage dauerte der Ritt durch tiefe, dunkle Täler, er verweilte eine Nacht in der Unterwelt, um dann mit dem Bescheid nach Asgard zurückzukehren und Odin den Ring Draupnir zurückzubringen, den Odin dem toten Balder auf den Scheiterhaufen gelegt hatte. Nach ihm ist der Asteroid des äußeren Hauptgürtels (2630) Hermod benannt.

## Moderne Rezeption
Das vorgeschlagene Archaeenphylum „Hermodarchaeota“ aus der Gruppe der Asgard-Archaeen soll nach Hermodr benannt werden.